# Aéroport de Troyes - Barberey
L’aéroport de Troyes - Barberey (code IATA : QYR • code OACI : LFQB), également dénommé commercialement Aéroport de Troyes en Champagne, est un aéroport civil, ouvert à la circulation aérienne publique (CAP), situé sur les communes de Barberey-Saint-Sulpice et de La Chapelle-Saint-Luc à 2 km au nord-ouest de Troyes dans l’Aube (région Grand Est, France).
Il est utilisé pour l’aviation d'affaires et pour la pratique d’activités de loisirs et de tourisme (aviation légère, vol à voile et aéromodélisme). Sa gestion est assurée par EDEIS Aéroport de Troyes du groupe EDEIS.

## Histoire
Créé en 1933 afin de doter l’agglomération de Troyes d’une véritable infrastructure aérienne, l’aéroport de Troyes-Barberey a tout d’abord connu une destinée militaire : entre octobre 1939 et juin 1940 l’aéroport a en effet accueilli les avions du groupe de bombardement I/38 (Amiot 143).
L’aéroport recouvre son usage civil à partir des années 1950. Confié à la Chambre de commerce et d’industrie de Troyes, l’aéroport devient peu à peu la plateforme principale pour l’accueil de l’aviation de loisir et de l’aviation d’affaires de la région.
En 2007, la propriété de l’aéroport est transférée de l’État à l’actuel propriétaire, le Syndicat mixte aérodrome de Troyes Barberey.
Depuis 2008, une nouvelle appellation commerciale a été mise en place : « Aéroport de Troyes en Champagne ».

## Infrastructures aéroportuaires

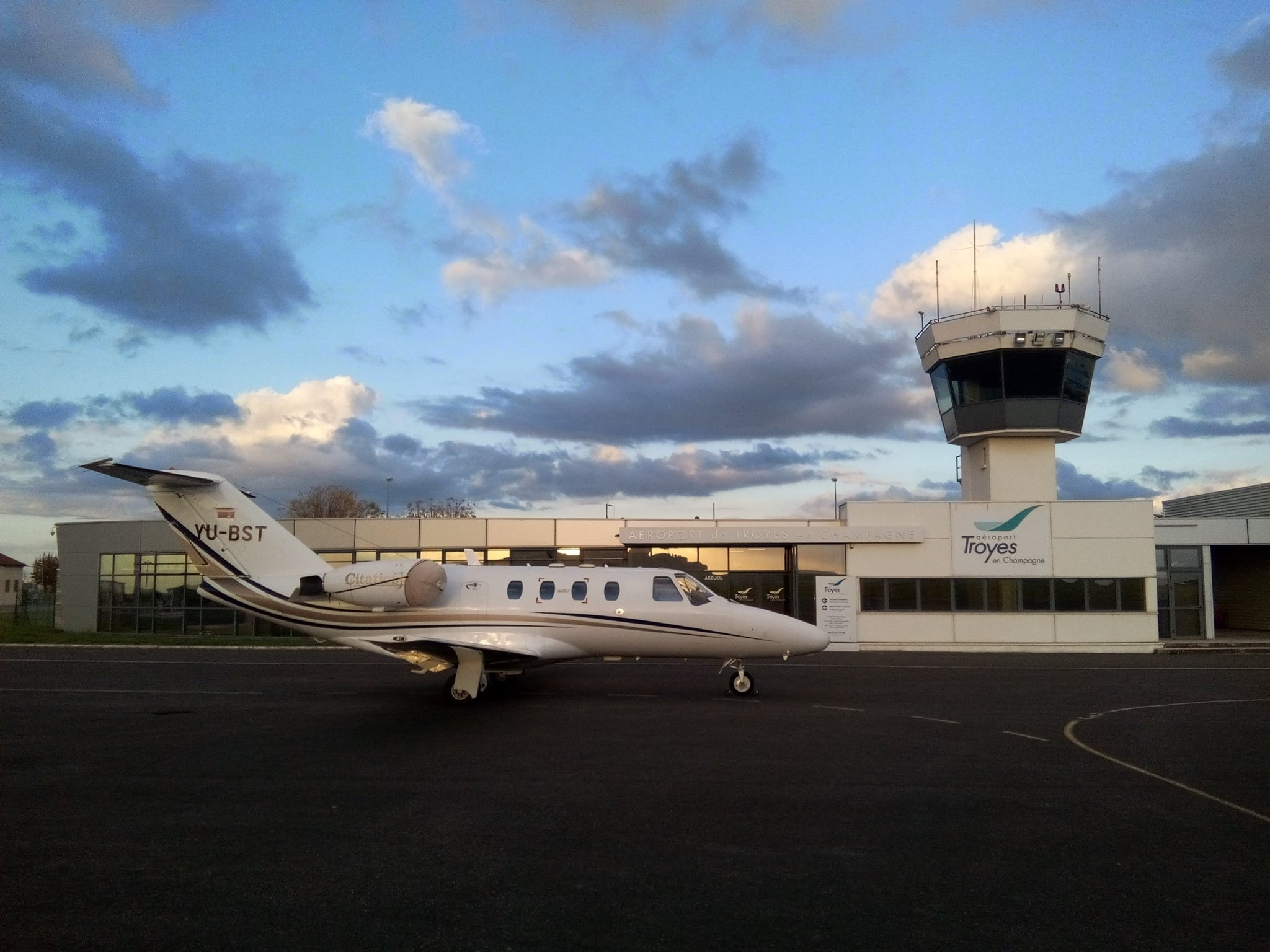
Aérogare ; stationnement d'un Cessna CitationJet.

L’aéroport dispose de trois pistes :
- une piste bitumée :
  - Dimensions: 1 649 m × 30 m
  - Orientation : 17/35
  - Balisage (feux basse et haute intensité commandables par les pilotes : PCL), feux à éclats et rampe d'approche (17)
  - Aide à l'atterrissage : GNSS, NDB (17) et PAPI
- une piste non revêtue :
  - Dimensions: 900 m × 100
  - Orientation : 17/35
  - Nature du revêtement : herbe
- une autre piste non revêtue :
  - Dimensions : 734 m × 100 m
  - Orientation : 05/23
  - Nature du revêtement : herbe

S'y ajoutent:
- une aire de stationnement de 10 000 m2 ;
- une aérogare de 650 m2 ;
- des hangars ;
- une station d’avitaillement en carburant (100LL et Jet A1)[2].

### Prestations
L’aéroport n’est pas contrôlé, mais dispose d’un service d’information de vol (AFIS). Les communications s’effectuent sur la fréquence de 123,730 MHz. Il est agréé pour le vol à vue (VFR) de nuit et le vol aux instruments (IFR).

## Activités

### Transport aérien
La compagnie aérienne Danube Wings ouvre une liaison Troyes-Bastia tous les samedis du 30 juin au 25 août 2012, la compagnie quitte l'aéroport après 850 passagers qui ont transité en 2012 à l'aéroport de Troyes[source secondaire souhaitée].

## Statistiques
| Année | Passagers | Mouvements commerciaux | Mouvements non commerciaux |
| ----- | --------- | ---------------------- | -------------------------- |
| 2022  | 2 354     | 108                    | 15 744                     |
| 2021  | 1 970     | 80                     | 15 063                     |
| 2020  | 866       | 203                    | 12 455                     |
| 2019  | 1 113     | 229                    | 13 467                     |
| 2018  | 96        | 223                    | 12 345                     |
| 2017  | 0         | 504                    | 14 431                     |
| 2016  | 1 342     | 420                    | 16 232                     |
| 2015  | 1 500     | 302                    | 15 016                     |
| 2014  | 1 063     | 385                    | 16 282                     |
| 2013  | 1 666     | 362                    | 14 584                     |
| 2012  | 2 012     | 479                    | 16 352                     |
| 2011  | 800       | 425                    | 14 885                     |
| 2010  | 775       | 402                    | 12 678                     |
| 2009  | 1 074     | 401                    | 15 383                     |
| 2008  | 1 082     | 334                    | 12 614                     |
| 2007  | 1 756     | 298                    | 12 639                     |
| 2006  | 1 330     | 294                    | 20 893                     |
| 2005  | 1 107     | 282                    | 12 553                     |
| 2004  | 678       | 238                    | 10 669                     |
| 2003  | 936       | 273                    | 12 870                     |
| 2002  | 1 951     | 341                    | 12 688                     |
| 2001  | 2 105     | 300                    | 13 338                     |
| 2000  | 1 862     | 396                    | 15 485                     |